# Gelson Martins
Gelson Dany Batalha Martins (Praia, Cabo Verde, 11 de mayo de 1995) es un futbolista portugués. Juega en la posición de centrocampista y su equipo es el Olympiacos F. C. de la Superliga de Grecia. También fue internacional con la selección de Portugal.

## Trayectoria
El 21 de enero de 2015 debutó, con 19 años y 255 días, en el primer equipo del Sporting C. P. Jugó los 13 minutos finales contra Os Belenenses, en la Copa de la Liga de Portugal, pero perdieron 3 a 2.
Luego tuvo una participación más con el plantel absoluto, el 28 de enero nuevamente en la Copa de la Liga, esta vez jugaron contra Vitória F. C. y estuvo los 20 minutos finales en el terreno de juego; empataron 1 a 1.

### Atlético de Madrid
El 25 de julio de 2018 fichó por los colchoneros por las próximas 5 temporadas.

### AS Monaco
El 27 de enero de 2019 fue cedido al A. S. Monaco F. C. hasta final de temporada. El 1 de julio el club monegasco decidió comprar al jugador portugués y firmó un contrato por cinco temporadas.

## Selección nacional

### Juveniles
Gelson ha sido parte de la selección de Portugal en las categorías sub-18, sub-19, sub-20, sub-21 y sub-23.

### Absoluta
Fue convocado a la selección mayor portuguesa por primera vez el 29 de septiembre de 2016, por el entrenador Fernando Santos para estar a la orden en las fechas FIFA de octubre.
Debutó el 7 de octubre contra Andorra en el Estadio Municipal de Aveiro ante más de 25 100 espectadores. Ingresó en el minuto 72 por Pepe y ganaron 6-0 con 4 goles de Cristiano Ronaldo. Utilizó la camiseta número 19 y jugó su primer partido con 21 años y 149 días.
El 17 de mayo de 2018 el seleccionador Fernando Santos lo incluyó en la lista de 23 para el Mundial.

### Participaciones en Copas del Mundo
| Mundial                        | Sede  | Resultado        | Partidos | Goles |
| ------------------------------ | ----- | ---------------- | -------- | ----- |
| Copa Mundial de Fútbol de 2018 | Rusia | Octavos de final | 1        | 0     |

## Estadísticas

### Clubes
| Club                        | Div.          | Temporada     | Liga nacional | Liga nacional | Copas nacionales | Copas nacionales | Torneos internacionales | Torneos internacionales | Total | Total | Media goleadora |
| Club                        | Div.          | Temporada     | Part.         | Goles         | Part.            | Goles            | Part.                   | Goles                   | Part. | Goles | Media goleadora |
| --------------------------- | ------------- | ------------- | ------------- | ------------- | ---------------- | ---------------- | ----------------------- | ----------------------- | ----- | ----- | --------------- |
| Sporting C. P. "B" Portugal | 2.ª           | 2014-15       | 40            | 6             | —                | —                | —                       | —                       | 40    | 6     | 0.15            |
| Sporting C. P. "B" Portugal | Total club    | Total club    | 40            | 6             | 0                | 0                | 0                       | 0                       | 40    | 6     | 0.15            |
| Sporting de Lisboa Portugal | 1.ª           | 2014-15       | 0             | 0             | 2                | 0                | 0                       | 0                       | 2     | 0     | 0               |
| Sporting de Lisboa Portugal | 1.ª           | 2015-16       | 29            | 4             | 6                | 2                | 7                       | 1                       | 42    | 7     | 0.17            |
| Sporting de Lisboa Portugal | 1.ª           | 2016-17       | 32            | 6             | 6                | 1                | 6                       | 0                       | 44    | 7     | 0.16            |
| Sporting de Lisboa Portugal | 1.ª           | 2017-18       | 31            | 8             | 8                | 2                | 13                      | 3                       | 52    | 13    | 0.25            |
| Sporting de Lisboa Portugal | Total club    | Total club    | 92            | 18            | 22               | 5                | 26                      | 4                       | 140   | 27    | 0.19            |
| Atlético de Madrid · España | 1.ª           | 2018-19       | 8             | 0             | 2                | 1                | 2                       | 0                       | 12    | 1     | 0.08            |
| Atlético de Madrid · España | Total club    | Total club    | 8             | 0             | 2                | 1                | 2                       | 0                       | 12    | 1     | 0.08            |
| A. S. Monaco F. C. Francia  | 1.ª           | 2018-19       | 16            | 4             | 1                | 0                | —                       | —                       | 17    | 4     | 0.24            |
| A. S. Monaco F. C. Francia  | 1.ª           | 2019-20       | 21            | 4             | 2                | 0                | —                       | —                       | 23    | 4     | 0.17            |
| A. S. Monaco F. C. Francia  | 1.ª           | 2020-21       | 23            | 3             | 4                | 0                | —                       | —                       | 27    | 3     | 0.11            |
| A. S. Monaco F. C. Francia  | 1.ª           | 2021-22       | 32            | 4             | 5                | 0                | 10                      | 1                       | 47    | 5     | 0.11            |
| A. S. Monaco F. C. Francia  | 1.ª           | 2022-23       | 11            | 0             | 1                | 0                | 3                       | 0                       | 15    | 0     | 0               |
| A. S. Monaco F. C. Francia  | 1.ª           | 2023-24       | 0             | 0             | ―                | ―                | —                       | —                       | 0     | 0     | 0               |
| A. S. Monaco F. C. Francia  | Total club    | Total club    | 103           | 15            | 13               | 0                | 13                      | 1                       | 129   | 16    | 0.12            |
| Olympiacos F. C. · Grecia   | 1.ª           | 2023-24       | 14            | 1             | 1                | 0                | 0                       | 0                       | 15    | 1     | 0.07            |
| Olympiacos F. C. · Grecia   | 1.ª           | 2024-25       | 26            | 7             | 5                | 0                | 7                       | 0                       | 38    | 7     | 0.18            |
| Olympiacos F. C. · Grecia   | Total club    | Total club    | 40            | 8             | 6                | 0                | 7                       | 0                       | 53    | 8     | 0.15            |
| Total carrera               | Total carrera | Total carrera | 283           | 47            | 43               | 6                | 48                      | 5                       | 374   | 58    | 0.16            |
| 1. 2.                       |               |               |               |               |                  |                  |                         |                         |       |       |                 |

### Resumen estadístico
| Competición           | Partidos | Goles |
| --------------------- | -------- | ----- |
| Liga nacional         | 268      | 45    |
| Copas nacionales      | 39       | 6     |
| Copas internacionales | 44       | 5     |
| Selección portuguesa  | 21       | 0     |
| Total                 | 372      | 56    |

## Palmarés

### Títulos nacionales
| Título                | Club             | País     | Año  |
| --------------------- | ---------------- | -------- | ---- |
| Supercopa de Portugal | Sporting C. P.   | Portugal | 2015 |
| Copa de la Liga       | Sporting C. P.   | Portugal | 2018 |
| Superliga de Grecia   | Olympiacos F. C. | Grecia   | 2025 |
| Copa de Grecia        | Olympiacos F. C. | Grecia   | 2025 |

### Títulos internacionales
| Título              | Club               | Sede   | Año  |
| ------------------- | ------------------ | ------ | ---- |
| Supercopa de Europa | Atlético de Madrid | Tallin | 2018 |